# ОШ „Милић Ракић Мирко” Прокупље
Основна школа "Милић Ракић Мирко" је основна школа у Прокупљу.
Школа носи име народног хероја, погинулог у Другом светском рату.

## Основни подаци
Школа је основана 1985. године и поред тога што је најмлађа, спада и у најмању школу у граду. Поред матичне школе у Прокупљу, у свом саставу има и истурена одељења у околним селима:
осморазредно одељење у селу 
- Петровац

четвороразредна одељења у селима:
- Микуловац
- Доње Кординце
- Бајчинац  и
- Балиновац

Учитељи и наставници школе су добитници домаћих и међународних признања и учесници пројеката.